# Kyoikuto

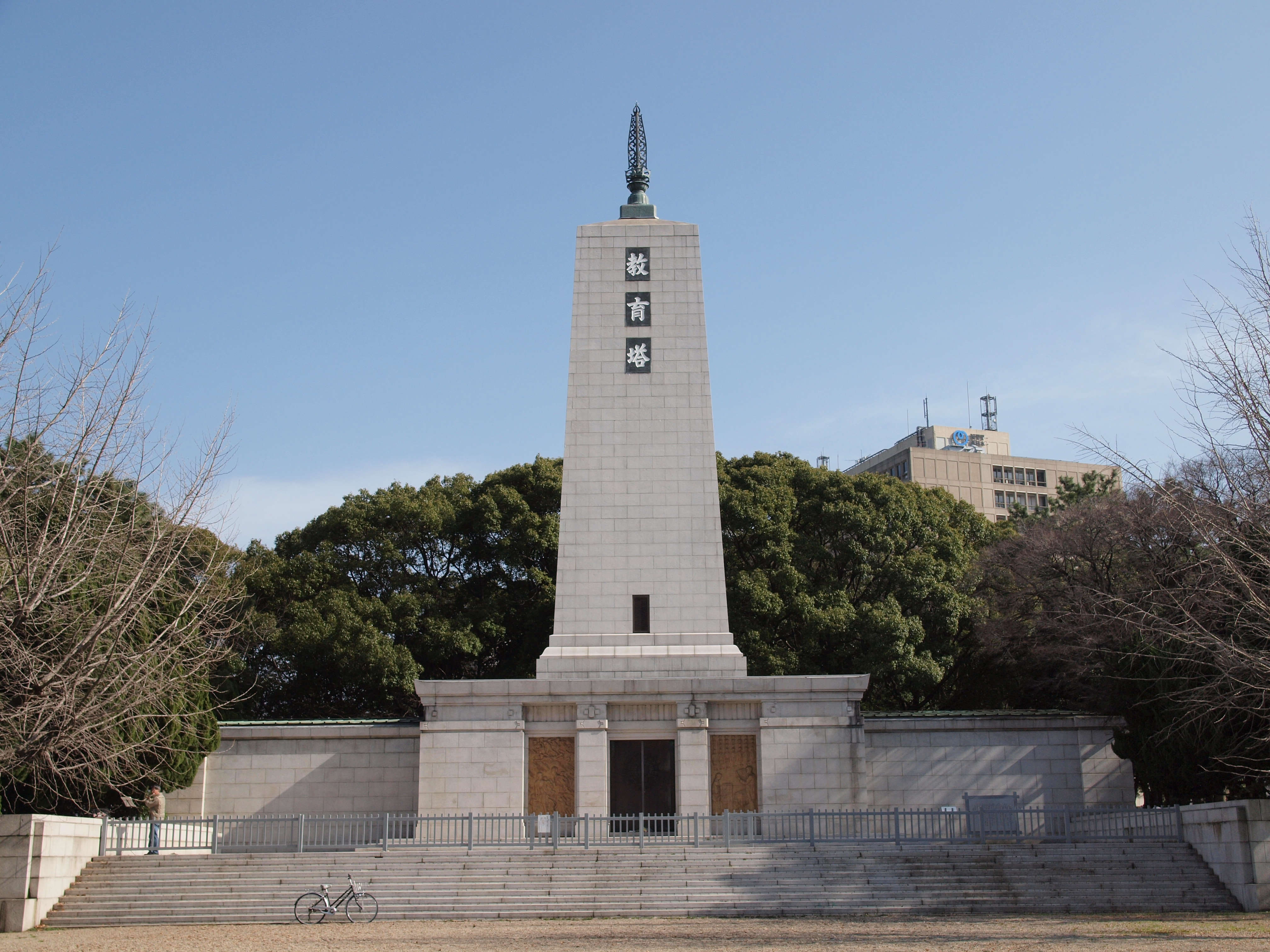
Kyoikuto (Ảnh chụp vào tháng 2 năm 2009)

Kyoikuto, hoặc Tháp giáo dục (tiếng Nhật: 教育 塔; hoặc き ょ う い, nghĩa đen là "Tháp giáo dục") là một tháp tưởng niệm nằm trong Công viên lâu đài Osaka trong Phường Ward, Thành phố Osaka. Nó như một đài tưởng niệm cho các nạn nhân của cơn bão Muroto vào năm 1934.

## Tên
Cái tên Kyoikuto xuất phát từ tiếng Nhật có nghĩa là  Kyoiku  (教育), có nghĩa là giáo dục và (塔), có nghĩa là tháp.

## Lịch sử

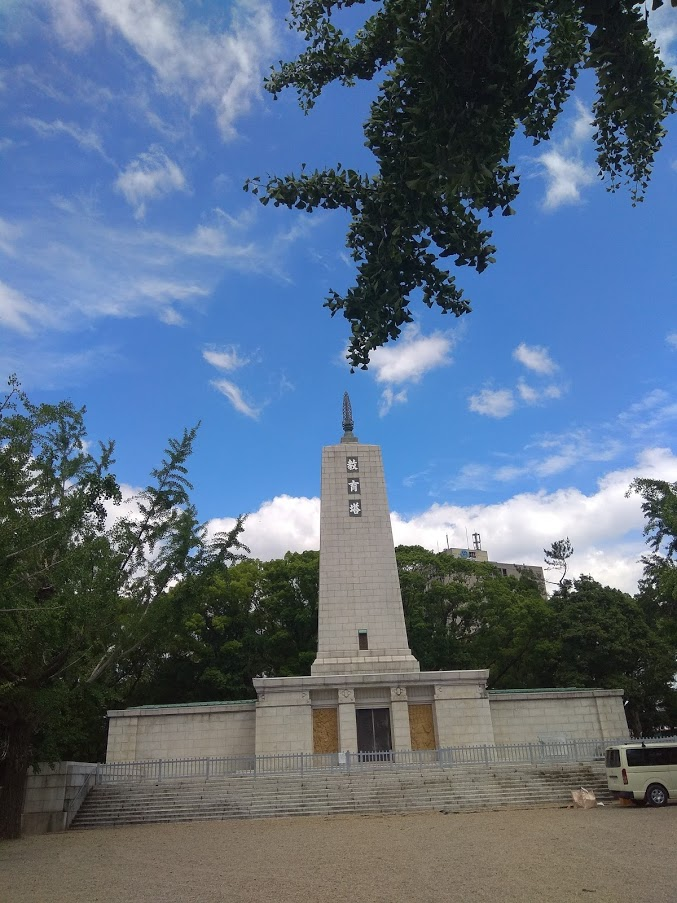
Kyoikuto, Tháp giáo dục.

Vào sáng ngày 21 tháng 9 năm 1934, bão Muroto đã tấn công vùng Kansai. Cơn bão tấn công trong thời gian học, và nhiều tòa nhà trường bằng gỗ đã bị phá hủy, gây ra cái chết của hơn 600 trẻ em và 25 nhân viên của trường. Ngay sau thảm họa, cộng đồng giáo dục ở Osaka hy vọng rằng thảm họa như vậy sẽ không bao giờ xảy ra nữa, và đề xuất xây dựng một trật tự tượng đài để tưởng nhớ các em và nhân viên của trường chết trong thảm họa. Hội đồng Giáo dục Hoàng gia đã quyết định xây dựng một tượng đài. Mọi người từ khắp Nhật Bản đã đáp lại lời kêu gọi này, bao gồm trẻ em, học sinh, giáo viên và tình nguyện viên, và cùng nhau, họ đã đóng góp hơn 320.000 yên để xây dựng tháp tưởng niệm. Tòa tháp được hoàn thành vào ngày 30 tháng 10 năm 1936.
Việc xây dựng tòa tháp mất khoảng 350.000 yên. Tòa tháp có giá 175.000 yên, trong khi các chi phí khác bao gồm chi phí lễ, chi phí chuẩn bị, v.v... Tòa tháp được thiết kế bởi ông Shimakawa Seiya, trong khi bức phù điêu ở mặt trước của tháp được điêu khắc bởi nhà điêu khắc ông Hasegawa Yoshiki.

## Vị trí
Tòa tháp nằm trong vùng lân cận Công viên Lâu đài Osaka, gần hào nước phía nam của lâu đài. Tòa tháp nằm ở trung tâm của một hình vuông. Một khu vườn Chi Tú cầu có thể được tìm thấy gần đó.

## Mục đích
Tòa tháp ban đầu được xây dựng để chứa các nạn nhân của cơn bão Muroto vào năm 1934 có mối quan hệ với hệ thống giáo dục, bao gồm các nhà giáo dục, giảng viên và người giám hộ. Kể từ đó, những người chết trong khi phục vụ hệ thống giáo dục có thể được chôn cất ở đây, nếu đáp ứng một số tiêu chí nhất định, đáng chú ý nhất là nạn nhân của Trận động đất lớn Hanshin-Awaji năm 1995.

## Ngoại hình

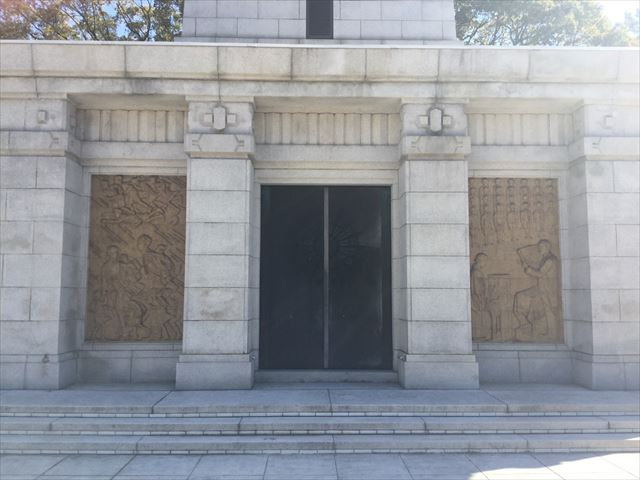
Sự nhẹ nhõm ở phía trước Kyoikuto. Lấy từ: https://osaka-castle.net/osakajokoen/kyoikuto.html

Tòa tháp cao 30 mét, và chiếm 333 mét vuông. Tòa tháp được tập trung vào bê tông cốt thép và đá granit trắng ở bên ngoài. Ở trung tâm bên dưới tòa tháp là một căn phòng rộng 162 mét vuông. Có một tượng đài bằng đá ghi "す ら か" (tương đương với RIP bằng tiếng Anh) trong phòng trung tâm của phòng. Có hai phòng bên rộng 86 mét vuông ở hai bên của phòng trung tâm. Các phòng bên có một bảng tên liệt kê tên của những người đã được chôn cất ở đây.
Lối vào phía trước được che chở bởi hai bức phù điêu. Bức phù điêu bên trái mô tả các giáo viên bảo vệ học sinh trong khi xảy ra thảm họa bão. Bức phù điêu bên phải mô tả hoàng đế Nhật Bản tuyên bố điều gì đó trong một buổi lễ.
Điểm đáng chú ý nhất của tòa tháp là ba từ kanji "塔" được hiển thị theo chiều dọc và có thể nhìn thấy từ xa. Finial (chóp) của tòa tháp được gọi là sōrin, một đặc điểm tiêu biểu của chùa ở Nhật Bản, cho thấy nguồn gốc tôn giáo của nó.

## Lễ hội giáo dục
Lễ hội giáo dục đầu tiên được tổ chức vào 30 tháng 10 năm 1936, cùng ngày với ngày hoàn thành tòa tháp và Bản lý lịch hoàng gia về giáo dục đã được ban hành. Kể từ đó, lễ hội được tổ chức vào 30 tháng 10 hàng năm. Nghi thức ban đầu được tổ chức theo kiểu Thần đạo hoặc Phật giáo, nhưng các yếu tố tôn giáo bị loại bỏ khi Hiệp hội Giáo viên Nhật Bản tiếp quản và bảo trì tòa tháp và tài trợ cho Lễ hội Giáo dục, từ bây giờ giải tán Hội đồng Giáo dục Hoàng gia.